# Mosambi
Mosambi, sau Gynandrópsis gynándra, este o plantă erbacee anuală din genul Cleome din familia Cleomaceae.

## Descriere botanica

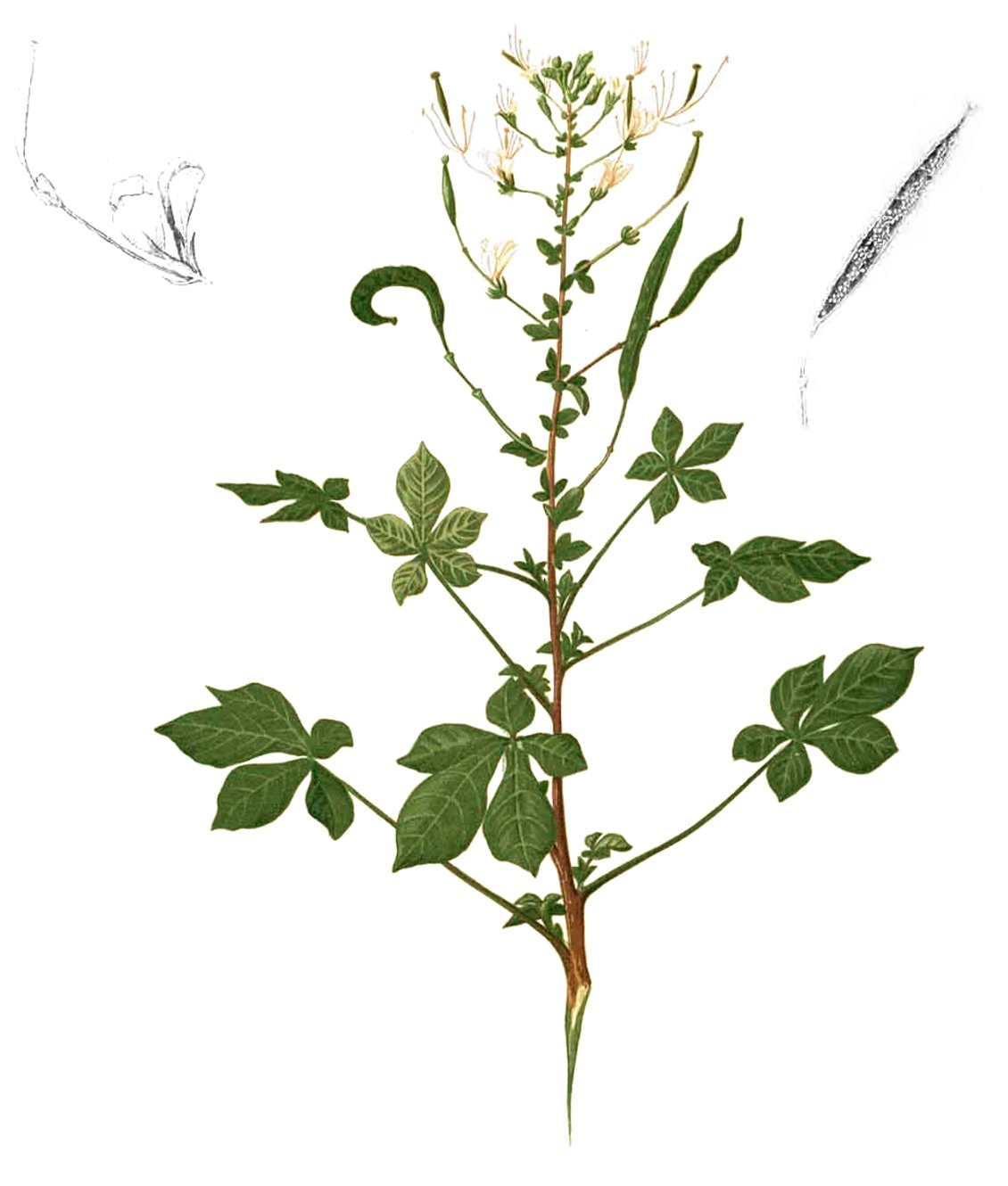
Ilustrație botanică din cartea lui Francisco Manuel Blanco, Flora de Filipinas, 1880-1883

O plantă erbacee anuală cu o tulpină verticală puternic ramificată de 50—150 cm înălțime, acoperită cu pubescență glandulare densă, uneori cu o tentă violet.
Frunzele sunt lobate, compuse palmat, pe pețiolele glandulare de 3—23 cm lungime. Frunzele sunt de obicei în număr de 5, mai rar de 3—7, sesile, ovale sau eliptice, lungi de 2—10 cm și late de 2—4 cm.
Inflorescențe - raceme apicale și axilare. Flori pe tulpini lungi de până la 2,5 cm lungime, la axilele bracteelor mici. Calice din patru sepale verzi lanceolate lungi de 2,5—5 mm. Corola albă, cu 4 petale de 7—15 mm lungime și 1,5—4 mm lățime. Stamine 6, 8—2 mm lungime, cu filamente lungi violete.
Fructul este o capsulă uscată în formă de fus de până la 12 cm lungime, cu multe semințe (până la 100—150), devin galbene la maturitate. Semințele sunt negre, rotunjite, acoperite cu numeroase cicatrici, până la 1,5 mm în diametru.

## Răspândirea
Larg răspândită în zonele tropicale și subtropicale.

## Sens
Folosit[ ca legumă verde în Africa. Cultivat în Zambia.
În India și China este folosit în medicina tradițională.
O buruiană în multe țări din Africa și America de Sud. Culturi de buruieni de bumbac, cowpea, mei, porumb, sorg, orez, arahide, trestie de zahar.

## Taxonomie

### Sinonime
Homotipic
- Gynandropsis gynandra (L.) Briq., 1914
- Pedicellaria gynandra (L.) Chiov., 1932

Heterotipică
- Cleome pentaphylla L., 1763
- Cleome triphylla L., 1763
- Gynandropsis pentaphylla (L.) DC., 1824
- Pedicellaria pentaphylla (L.) Schrank, 1790

si altii.

## Literatură
- Holm L., Doll J., Holm E. et al. World Weeds. — New York: John Wiley & Sons, Inc., 1997. — P. 217—220. — ISBN 0-471-04701-5.